# Jaqueline Lozeron
Jaqueline Lozeron (* 17. Oktober 1910 in Le Locle; † 24. August 1957 in Neuenburg; heimatberechtigt in Gorgier) war eine Schweizer Historikerin.

## Leben
Jaqueline Lozeron war die Tochter des Forstingenieurs Edouard Lozeron und der Marie Suzanne, geb. Belperrin. Sie war 1928 Gasthörerin an der philosophischen Fakultät der Universität Neuenburg. Max Niedermann und Arthur Piaget ermunterten sie, ein reguläres Studium aufzunehmen. Sie holte die Matur nach und besuchte neben der Höheren Töchterschule schon die Universität, wo sie das Studium der Geschichte absolvierte.
Lozeron verfasste seit 1934 gemeinsam mit Arthur Piaget Artikel für das Musée neuchâtelois (heute Revue historique neuchâteloise). Ihr wesentliches Interesse galt der Neuenburger Geschichte des 15. Jahrhunderts. Neben ihrer Artikelarbeit begann Lozeron ein Doktorat.
Jaqueline Lozeron starb am 24. August 1957 in Neuenburg nach langer Krankheit. Dauernde Überanstrengung hatte ihre Gesundheit angegriffen. Sie war unverheiratet.

## Veröffentlichung (Auswahl)
- mit Arthur Piaget: Le consistoire seigneurial de Valangin au XVIe siècle. In: Musée neuchâtelois. Neuenburg 1939. S. 158–169.